# Restrictions des vols de nuit
Les restrictions des vols de nuit, connues des britanniques sous le nom de curfews (couvre-feu), sont une réglementation ou législation imposés par un corps de gouvernance afin de limiter l'exposition aux nuisances aériennes perçues depuis le sol au cours des heures de la nuit, alors que la majorité des résidents essayent de dormir. De telles régulations peuvent inclure des restrictions des chemins de navigation disponibles, ou des interdictions de décollage, ou des interdictions de décollage et d'atterrissages, ou des interdictions d'opérations au sol (engine runups or taxiing).

## Aéroports européens

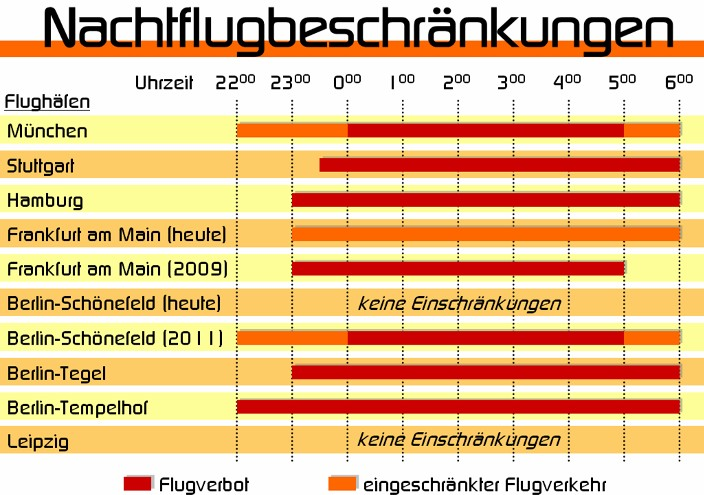
Exemple : Restrictions des vols de nuit dans quelques aéroports d'Allemagne, données de 2006

Les restrictions des vols de nuit, régies depuis 2002 par un Règlement du Parlement Européen, sont appliquées dans 126 aéroports européens.

### Situation dans les aéroports deLondres
Les restrictions des vols de nuit, pour les aéroports d'Heathrow, de Gatwick et de Stansted définissent une période de nuit de 23 heures à 7 heures, et un quota de nuit de 23h30 à 06 heures. Au cours de la période de nuit les types d'avions les plus bruyants (classés comme QC/4 QC/8 ou QC/16) ne peuvent pas décoller ou atterrir (sauf dans les circonstances les plus exceptionnelles). En outre, pendant la période de quotas de nuit les mouvements d'autres types d'avions (y compris la nouvelle catégorie QC/0.25) seront restreints quant à des limites de mouvements et un quota de bruits, qui sont établis en fonction de la saison.[citation nécessaire]

### En Allemagne
La plupart des aéroports en Allemagne ont des restrictions et des couvre-feux pendant la nuit. L'aéroport international de Francfort, par exemple, interdit totalement les mouvements d'aéronefs réguliers entre 23 et 5 heures. Le matin (0500-0600) et le soir (2200-2300), un nombre limité de vols sont autorisés, à condition qu'ils soient conformes aux règles de l'OACI sur le bruit du chapitre 4. D'autres restrictions s'appliquent aux aéronefs bruyants.

### En Belgique
À Bruxelles, il y a une longue histoire de règles et de législations relatives aux vols de nuit. Le nombre de créneaux horaires de nuit est limité à 16 000 par an, dont 5 000 décollages au maximum sont autorisés.
Le 15 juillet 2023, le Ministre fédéral de la Mobilité Georges Gilkinet propose de réduire les QC de nuit à 0 à l’Aéroport de Bruxelles-National ce qui se traduirait dans les faits par une interdiction des vols de nuit.
En Région wallonne, des primes ont été prévues en matière de rénovation acoustique de logements situés dans les zones proches des aéroports. Parmi ces travaux, citons le remplacement de fenêtres et de menuiseries extérieures, la rénovation de toiture, la pose d'un faux-plafond acoustique ou d'une ventilation mécanique...

### Aux Pays-Bas
En avril 2023, l'aéroport d'Amsterdam-Schiphol annonce qu'il envisage d'interdire les vols de nuit d'ici fin 2025, avec une mise en application graduelle à partir de novembre 2023. Les décollages seraient interdits de minuit à 6 heures et les atterrissages de minuit à 5 heures. Cela concerne environ 10 000 vols par an et devrait permettre de réduire les perturbations sévères de sommeil de 54 %.

### En Autriche
A Vienne, depuis 2007, les vols de 21h à 6h sont interdits dans certaines directions. Ils sont tous progressivement interdits.

### En Suisse
Une loi fédérale Suisse (art. 39 de l'ordonnance sur l'infrastructure aéronautique) régit les vols entre 22h et 6h depuis 1994.
A Zurich, les vols après 23h exigent une autorisation spéciale. Depuis 2003, des plans de vols spéciaux sont d'application entre 21h et 7h en semaine et entre 20h et 9h les week-ends et jours fériés.

### En France
Depuis 1968, Paris-Orly est fermé de 23 h 30 à 6 h.
L'aéroport de Paris-Charles-de-Gaulle est soumis à un système de plafonnement du bruit en coeur de nuit (0 h 30 à 5 h), basé sur l'IGMP (Indicateur global mesuré et pondéré) calculé chaque année. Pour l’année aéronautique 2023, le plafond correspondait à 17 562 mouvements. D'autre part, les avions les plus bruyants sont interdits entre 22 h et 6 h.
L'aéroport de Paris-Beauvais est fermé de 0 h à 5 h par un arrêté de 2002.
Celui de Strasbourg est fermé de 23 h 30 à 6 h à la suite d'un accord de 1998.
À l'aéroport international de Bâle-Mulhouse-Fribourg, depuis 2020, aucun vol commercial ne peut atterrir entre 0 h et 5 h ni quitter le point de stationnement, en vue d'un décollage, entre 0 h et 6 h ;
À l'aéroport de Toulouse-Blagnac, plusieurs mesures sont prises en 2011 pour réduire le bruit entre 22 h et 6 h. Le Plan de prévention du bruit dans l'environnement (PPBE) 2018-2023 acte une augmentation de 70 % des personnes impactées par un bruit nocturne supérieur à 50 dB Lnight (niveau de bruit moyen sur la période 22h-06h) et donc l'échec des mesures mises en place en 2011. Une Étude d'impact par approche équilibrée (EIAE) a été lancée en septembre 2023. Quatre scénarios de restrictions sont à l'étude.
À Avignon, l'aéroport est fermé la nuit.
À Nantes, tout vol est interdit entre 0 h et 6 h et les vols les plus bruyants entre 22 h et 6 h depuis le 8 avril 2022,.
Dans un communiqué publié le 1er février 2023, l'autorité de contrôle des nuisances aéroportuaires (ACNUSA) considère que la régulation du nombre de départs dans la première heure qui suit la levée d’un couvre-feu ainsi que du nombre d’arrivées dans l’heure qui précède le début d’un couvre-feu est nécessaire.

### Au Luxembourg
A Luxembourg-Findel, des restrictions des vols de nuit sont appliquées pour réduire l'exposition au bruit durant la nuit,.

## Ailleurs dans le Monde
Voici une liste des restrictions nocturnes. Pour limiter la liste, les réductions de nuisances imposées à tous les vols ne sont pas reprises ici, bien qu'elles existent dans tous ces aéroports.
En Océanie: A Auckland un plan de vol particulier est imposé entre 23h et 6h. A Sydney, depuis 1995, un couvre-feu est imposé entre 23h et 6h par la loi. Seuls quelques avions à faible bruit peuvent voler pendant cette période en suivant des trajectoires particulières. Les amendes sont sévères.
En Amérique du Nord: A Santa Ana, les vols commerciaux sont interdits de 22h à 7h, depuis 1985. A Seattle-Tacoma, la tour de contrôle impose l'utilisation d'une piste préférentielle de 22h à 6h. A Vancouver, les vols sont dirigés autant que possible au-dessus de la mer.
En Asie: A Narita, tous les vols sont interdits de 23h à 6h (sauf cas d'urgence).

## Arguments

### Pour les vols de nuit
Activité économiqueUne partie des vols de nuit sont destinés au fret. Les camionnettes enlèvent les colis la journée, les avions les transportent la nuit, et les camionnettes distribuent les colis la journée suivante à destination. C'est en lien avec l'activité de jour des entreprises qui expédient des colis le plus tard possible pour les faire arriver à destination le plus tôt possible le lendemain.
EmploisL'activité de fret emploie des milliers de personnes au travers le monde[précision nécessaire].
Capacité des aéroportsAugmenter la durée du couvre-feu limite le nombre de créneaux. Une modification serait aussi à justifier auprès des autorités américaines dans le cadre de l’accord « open Sky ».
Réglementation internationaleUne telle mesure ne peut être mise en place systématiquement sur tous les aérodromes : la réglementation internationale interdit que toute restriction, quelle qu'elle soit, soit appliquée de façon indistincte sur tous les aérodromes ; au contraire, elle ne peut être mise en œuvre qu’à l’issue d’une étude au cas par cas, menée dans l'esprit de la démarche de l’OACI d’approche équilibrée, mesurant les impacts de la restriction au regard d'une analyse coût / efficience.
Augmentation des nuisances avant et après le couvre-feuLes restrictions ont un effet de bord avec un nombre de décollages au-dessus de la moyenne dès que la restriction de vol est levée, par exemple à 6 heures du matin, en particulier par les avions des compagnies aériennes à bas prix, qui cherchent à maximiser l'usage aérien, provoquant une augmentation des nuisances
AutresSi on se rapproche d'un aéroport, on augmente son exposition aux bruits des aéronefs. Cet argument est parfois sous entendu dans la remarque que l'aéroport a toujours été là. Pourtant, de grandes métropoles ont fermé les structures les plus enclavées et créé un nouvel aéroport : Munich (en réseau avec Francfort) a transféré son aéroport il y a environ 15 ans ; Berlin où Tempelhof et Tegel sont relocalisés, Oslo, Hong Kong, Dubaï... l'ont également fait. Mexico le projette. Le maire de Londres s'est fait réélire en proposant la relocalisation de Heathrow. Tucson a déplacé une piste. Les terrains pourront être récupérés et leur vente permettra de financer ainsi l’aéroport et un lien fixe.

### Contre les vols de nuit
OMS: Lignes directrices relatives au bruit dans l’environnement dans la Région européenne (2018)En page 6 de ce document, on peut lire la recommandation "Forte": En ce qui concerne l’exposition au bruit nocturne, le groupe chargé de l’élaboration des lignes directrices recommande fortement de réduire les niveaux sonores produits par le trafic aérien nocturne à moins de 40 dB Lnight, car un niveau sonore nocturne supérieur à cette valeur est associé à des effets néfastes sur le sommeil
Avantage concurrentiel/concurrence déloyale en faveur des compagnies les plus en retardLa nuit est devenue le terrain de jeu des compagnies ayant une programmation de vols supérieure à leur réelle capacité opérationnelle. En multipliant les rotations elles obtiennent une meilleure rentabilité que les compagnies classiques. Cette rentabilité est obtenue au détriment de leur personnel (qui dispose de périodes de repos plus aléatoires) et de la santé des riverains des aéroports. Introduire un couvre-feu respecté permet d'avoir la même règle pour tous

La programmation des vols est supérieure à la capacité du ciel européenL'Autorité de Contrôle des Nuisances Aéroportuaires (ACNUSA) appelle, depuis le début 2022, l'attention des professionnels et des pouvoirs publics sur le fait que la planification et la programmation des vols sont, depuis la fin de la crise sanitaire, supérieures à la capacité du ciel européen

Impact du bruit sur la santéLes décollages et atterrissages de nuit provoquent du bruit qui réveille les riverains des aéroports et nuit à leur santé.
Réglementation internationaleIl existe des seuils de bruit préconisés par la directive européenne 2002/49/CE.
Risques d'accidents aériensPrincipalement à cause du faible nombre de repères visuels et de la vulnérabilité de l’être humain aux illusions, le vol de nuit a toujours été et continue d’être plus dangereux que le vol de jour. D’après les données historiques sur les accidents, les risques d’accidents augmentent la nuit. Ces accidents s’avèrent habituellement mortels.

### Solutions partielles et alternatives
- Interdiction des avions bruyants (la définition d'avions bruyants se durcissant avec le temps comme le fait déjà avec pragmatisme et succès l'aéroport de Londres depuis 1993.
- Réduction progressive du nombre des créneaux de nuit (avec abandon automatique des créneaux non utilisés),
- Obligation, pour les décollages en cœur de nuit, de détention d'un créneau horaire sous peine de sanctions.
- Généralisation des descentes douces de type R-NAV : il s'agit de systématiser des profils réguliers de descente des avions sans paliers, pour réduire les nuisances sonores et les émissions de gaz à l'atterrissage pendant cette plage horaire où le trafic est relativement faible Tous les avions descendent par la même voie, comme à Amsterdam. À Heathrow la descente continue est utilisée tous les jours, à partir d'un certain niveau. Ces procédures sur les aéroports de Marseille et d'Orly sont maintenant déployées. Les pilotes sont favorables à la descente continue. La Fédération nationale de l’Aviation marchande (FNAM) s’est également elle-aussi prononcée en faveur de la descente continue.
- Mise en place d'une alternance régulière, une semaine sur deux, des travaux de maintenance des pistes. Chaque nuit, des travaux sont effectués sur l'une des pistes de l'aérodrome, rendant obligatoire la fermeture de cette piste la nuit, et réduisant les nuisances sonores pour les populations situées dans l'axe de celui-ci. La planification des travaux selon une alternance annoncée à l'avance et permettant une certaine récupération de la fatigue accumulée par les riverains.
- Isolation acoustique des habitations survolées, qui peut être financée par le produit de la taxe sur les nuisances sonores aériennes.
- Maîtriser l'urbanisation des zones survolées.